# Ingvar Cronhammar
Ingvar Cronhammar   (Hässleholm, 17 de desembre de 1947 - 20 de maig de 2021) fou un escultor suec nacionalitzat danès que vivia a Dinamarca des de 1965. Es va guanyar el reconeixement com a artista danès gràcies a les seves obres monumentals fosques, on sovint hi ha present un enfrontament misteriós entre la tecnologia moderna i el passat primitiu.

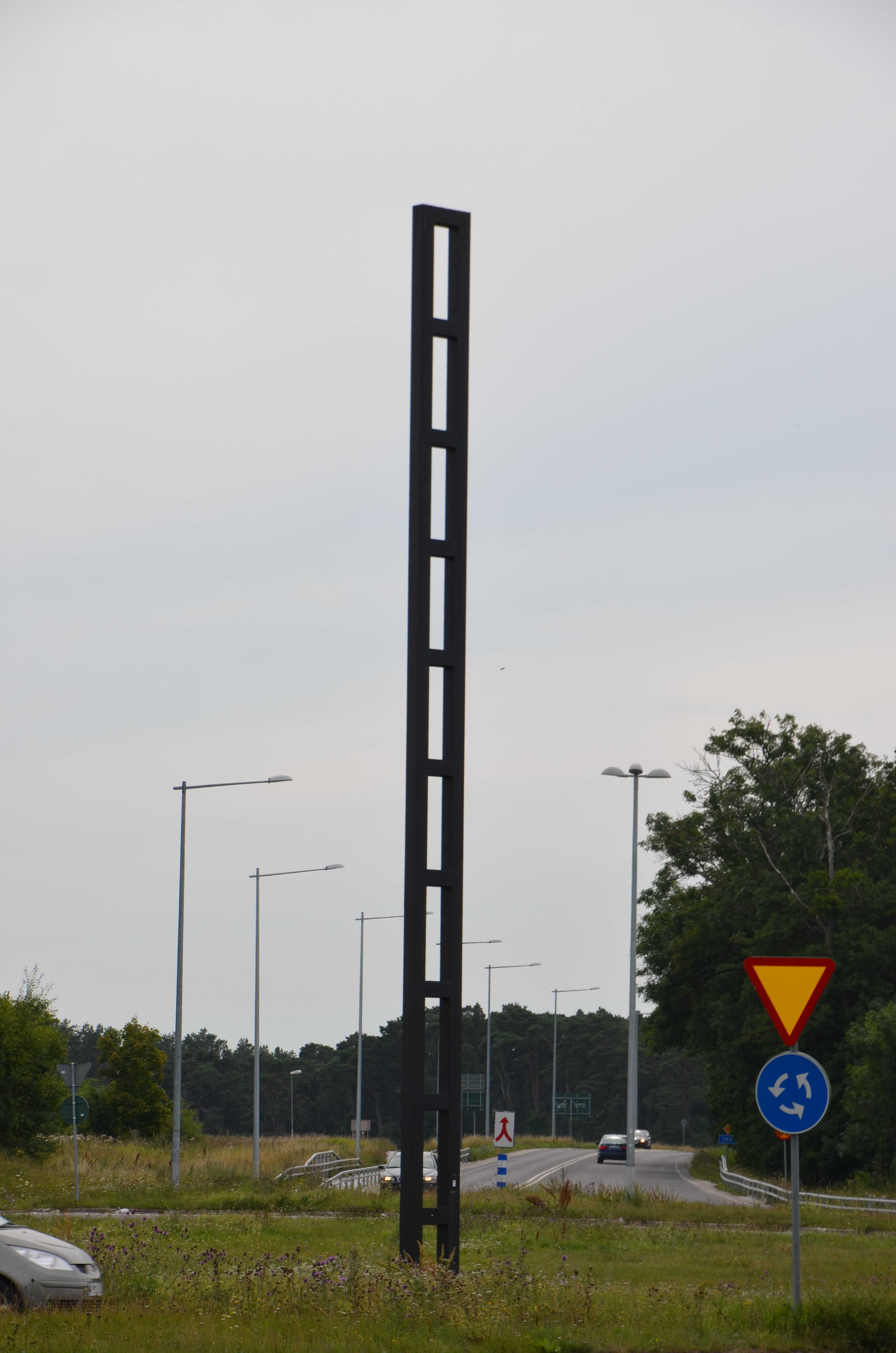
Ingvar Cronhammar: Omen (1993) a Visby, Suècia

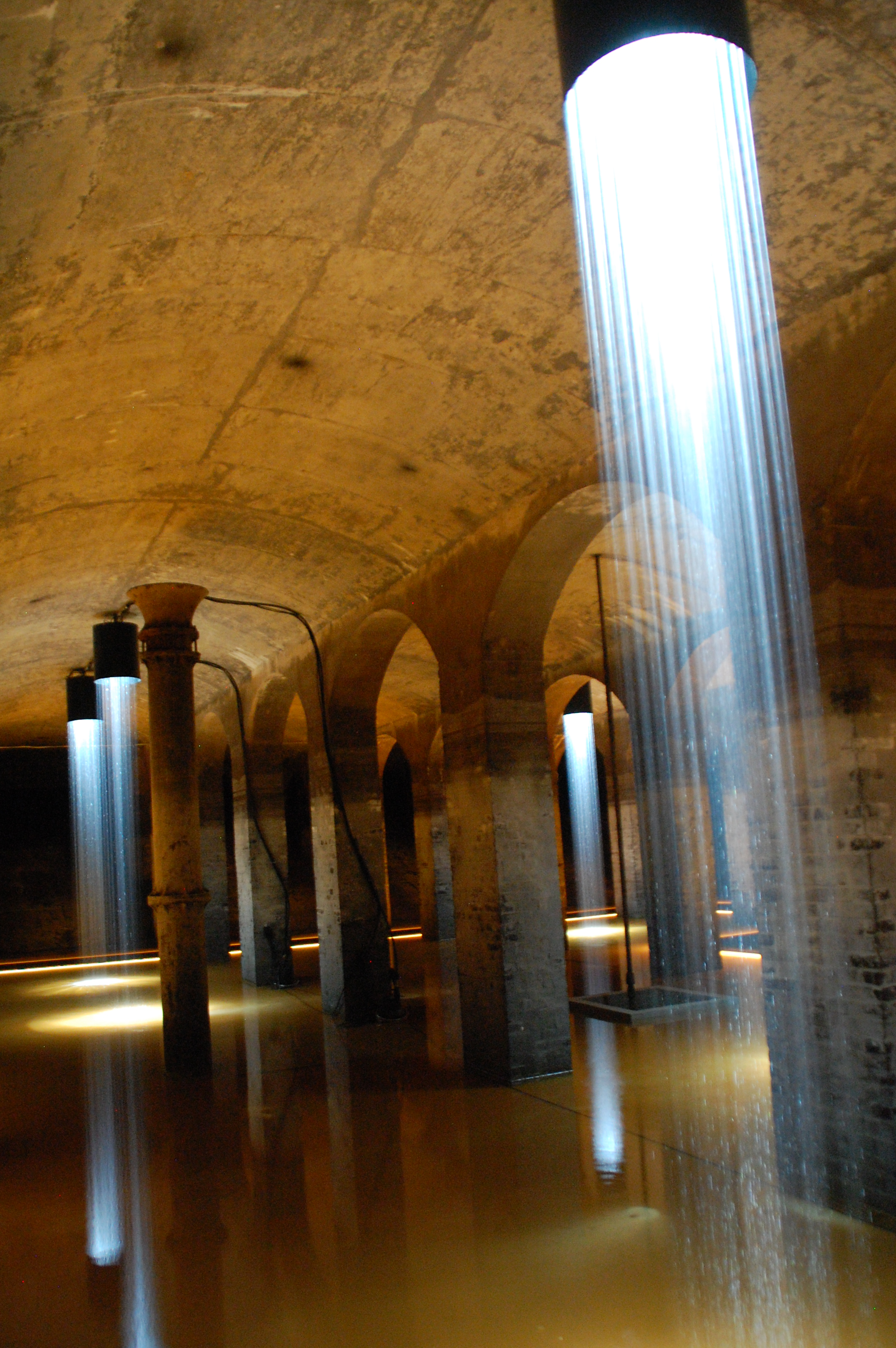
Instal·lació a les cisternes de Frederiksberg, del 3 de març al 29 de novembre de 2015

Nascut a Hässleholm al sud de Suècia, es traslladà a Dinamarca el 1965 on estudià a l'Acadèmia d'Art Jutland d'Aarhus des de 1967 a 1971. Fins als anys vuitanta la seva obra mostrava la fascinació pel conflicte, la provocació i el seu menyspreu per la convenció, inspirat per l'art ecològic provinent d'Amèrica. Un exemple fou una de les seves primeres obres: Koncert for en hjemmeværnsmand (Concert per la Guàrdia Nacional, 1969) feta amb pollastres vius amb llums lligats a l'esquena. El 1979, presentà unes cadires cobertes amb pell de porc i un para-sol amb esvàstiques.
Al llarg dels anys, les seves obres han sigut cada vegada més grans, sovint amb una mirada sagrada, induint simultàniament fascinació i repugnància.  La porta  (1988) presenta una màquina infernal d'acer, so, llum i moviment, que representa una confrontació amb la mort. La confrontació directa de treball i natura també és evident en la seva gegantina  Elia  (des 1989-2001) a Herning, concebut com un temple que escup foc d'acer fosc. La seva fascinació amb màquines també la trobem en obres amb ossos d'animals, ales de l'ocell i la pell, que juxtaposen la natura amb la cultura i la creació de visions que combinen elements primitius amb la tecnologia moderna.
Cronhammer fou l'únic artista danès que treballa amb obres monumentals, màquines fetes amb materials foscos com la caoba, acer i cautxú. Les seves obres es poden trobar tant en els museus com en espais públics per tot el país. El Museu d'Art Contemporani Herning exhibeix una gran col·lecció de les seves obres.

## Premis
El 1993, Cronhammar guanyà la Medalla Eckersberg, i el 2003, la Medalla Thorvaldsen. Va ser condecorat Cavaller de l'Orde de Dannebrog el 2007.